# Chersotis grisea
Chersotis grisea är en fjärilsart som beskrevs av Leo Schwingenschuss 1938. Chersotis grisea ingår i släktet Chersotis och familjen nattflyn. Inga underarter finns listade i Catalogue of Life.